# 1840–1849
40. léta 19. století byla dekádou gregoriánského kalendáře, která začala 1. ledna 1840 a skončila 31. prosince 1849. Po celé desetiletí došlo v mnoha zemích na celém světě k mnoha povstáním, přičemž nejvýznamnější se odehrála v roce 1848. Spojené státy začaly zaznamenávat přesun populace, která migrovala na západní pobřeží, protože Kalifornii zachvátila Zlatá horečka a pokračovala ve druhé polovině desetiletí.

## Politika a války

### Tichý oceán
V roce 1842 byli Tahiti a Tahuata prohlášeni za francouzský protektorát, aby mohli nerušeně pracovat katoličtí misionáři. Hlavní město Papeetē bylo založeno v roce 1843. V roce 1845 George Tupou I. spojil Tongu v království a vládl jako Tu'i Kanokupolu.

### Východní Asie

#### Čína
29. srpna 1842 skončila první ze dvou opiových válek mezi Čínou a Británií Nankingskou smlouvou. Jedním z důsledků bylo postoupení současného ostrova Hong Kong Britům. Hongkong byl nakonec do Číny vrácen v roce 1997.
Další akce:
- 3. července 1844 – Spojené státy podepsaly s čínskou vládou smlouvu Wanghia, vůbec první diplomatickou dohodu mezi Čínou a Spojenými státy.

#### Japonsko
40. léta 19. století zahrnovala konec éry Tenpō (1830–1844), celou éru Koka (1844–1848) a začátek éry Kaei (1848–1854). Desetiletí skončilo panování císaře Ninka v roce 1846, kterého následoval jeho syn, císař Kōmei.

### Jihovýchodní Asie
Siamsko-vietnamská válka v Kambodži v letech 1841–1845 byla válkou mezi Vietnamem (tehdy pod vládou dynastie Nguyen) a Siamem (Thajsko) pod Chakkri. Ve stále více konfrontačním soupeření mezi Vietnamem a Siamem byl konflikt spuštěn vietnamskou degradací Khmerských monarchů. Siam využil příležitosti zasáhnout, když se proti vietnamské vládě zvýšil příliv nespokojenosti Khmerů.

#### Vietnam
Thiệu Trị a Tự Đức vládli Vietnamu ve 40. letech 19. století za dynastie Nguyễn.

#### Nová Guinea
1848 – Britská, nizozemská a německá vláda uplatňují nárok na Novou Guineu.

### Jižní Asie

#### Afghánistán
První anglo-afghánská válka začala v roce 1838 a byla zahájena Brity jako prostředek obrany Indie (v té době pod britskou kontrolou) před expanzí ruského impéria do Střední Asie. Britové se pokusili uvalit na Afghánistán loutkový režim pod vedením šúdži šáha, ale režim měl krátký život a bez britské vojenské podpory se ukázal jako neudržitelný. V roce 1842 davy zaútočily na Brity v ulicích Kábulu a britská posádka byla nucena opustit město kvůli neustálým civilním útokům. Během ústupu z Kábulu byla britská armáda přibližně 4 500 vojáků (z toho pouze 690 evropských) a 12 000 stoupenců tábora vystavena sérii útoků afghánských válečníků. Všichni britští vojáci byli zabiti, kromě jednoho, a on a několik přeživších indických vojáků se krátce poté dostali do pevnosti v Jalalabadu. Po bitvě v Kábulu (1842) Británie vrátila Dost Mohammada Chána zpět k moci (1842–1863) a stáhla se z Afghánistánu.

#### Indie
- 24. března 1843 – bitva u Hyderabadu
- Bombajská armáda vedená generálmajorem sirem Charlesem Napierem porazí Talpur Emirs a zajistí Sindh jako provincii Britské Indie.

#### Sri lanka
26. července 1848 – Matale Rebellion proti britské vládě na Srí Lance.

### Západní Asie

#### Osmanská říše
Desetiletí bylo blízko začátku éry Tanzimât Osmanské říše. V tomto období vládl sultán Abdülmecid I.

#### Libanon
Na začátku 40. let 20. století ovládl emirát Mount Lebanon emir Bashir Shihab II. Bashir se spojil s Muhammadem Aliem z Egypta, ale Muhammad Ali byl vyhnán ze země. Bašír byl sesazen v roce 1840, kdy byli Egypťané vyhnáni osmansko-evropským spojenectvím, které mělo podporu maronitských sil. Jeho nástupce Emir Bashir III vládl až do roku 1842, poté byl emirát rozpuštěn a rozdělen na sektor drúzů a sektor křesťanů.

#### Rumunsko
21. června 1848 – Valašská revoluce roku 1848. Zveřejnění Islaze a zveřejnění rumunské revoluční vlády vedené Ionem Heliade Rădulescu a Christianem Tellem.

### Revoluce 1848
V Evropě proběhla vlna revolucí, souhrnně označovaná jako Revoluce z roku 1848. Zůstává nejrozšířenější revoluční vlnou v evropské historii, ale během jednoho roku se reakčním silám podařilo znovu získat kontrolu a revoluce se zhroutily. Revoluce byly v podstatě buržoazně demokratické povahy s cílem odstranit staré feudální struktury a vytvořit nezávislé národní státy. Revoluční vlna začala ve Francii v únoru a okamžitě se rozšířila do většiny Evropy a částí Latinské Ameriky. Bylo zasaženo více než 50 zemí, ale bez koordinace nebo spolupráce mezi revolucionáři v různých zemích. Zahrnuto bylo šest faktorů: rozšířená nespokojenost s politickým vedením; požaduje větší účast ve vládě a demokracii; požadavky na svobodu tisku; požadavky dělnických tříd; vzestup nacionalismu; a nakonec přeskupení reakčních sil na základě královské rodiny, aristokracie, armády a rolníků. Povstání vedly koalice reformátorů, středních vrstev a dělníků, které dlouho nedržely pohromadě. Desítky tisíc lidí bylo zabito a mnoho dalších bylo vyhnáno do exilu. Jedinou významnou trvalou reformou bylo zrušení nevolnictví v Rakousku a Maďarsku, konec absolutní monarchie v Dánsku a definitivní konec kapetovské monarchie ve Francii. Revoluce byly nejdůležitější ve Francii, Nizozemsku, Německu, Polsku, Itálii a Rakouském císařství, ale nedosáhly Ruska, Švédska, Velké Británie a většiny jižní Evropy (Španělsko, Srbsko, Řecko, Černá Hora, Portugalsko, Osmanská říše).

### východní Evropa

#### Rusko
- 22. května 1841 – Gruzínská provincie Guria se vzbouří proti ruské říši.
- 1848 – Admirál Něvelskoj prozkoumává Tatarský průliv.
- 16. listopadu 1849 – Ruský soud odsoudil Fjodora Dostojevského k smrti za protivládní aktivity spojené s radikální intelektuální skupinou, Petrashevským kruhem. Tváří v tvář popravčí četě 23. prosince jsou členové skupiny na poslední chvíli osvobozeni a vyhoštěni do zajateckých táborů katorga na Sibiři.

#### Rakouská říše
- 2. – 12. června 1848 – Pražský slovanský kongres sdružuje členy panslavistického hnutí.

#### Maďarsko
- 15. března 1848 – začátek maďarské revoluce v roce 1848.
- 15. května 1848 – 40 000 Rumunů se sešlo na Blaj na protest proti tomu, aby se Transylvánie stala součástí Maďarska.
- 6. října 1849 – Po maďarské válce za nezávislost je popraveno 13 aradských mučedníků.

#### Galicie
- 18. února 1846 – začátek galicijské rolnické vzpoury.

### Severní Evropa

#### Švédsko
- 1842 – zavedeno povinné základní vzdělání.
- 8. března 1844 – král Oscar I. nastoupil na trůn Švédska a Norska po smrti svého otce Karla XVI. / III. Jana.

##### Dánsko
- 1843 – Dánská vláda obnovuje Althing na Islandu jako poradní orgán.
- 24. března 1848 – začátek první války ve Šlesvicku (německy: Schleswig-Holsteinischer Krieg nebo tříletá válka (dánsky: Treårskrigen)). První válka ve Šlesvicku byla prvním kolem vojenského konfliktu v jižním Dánsku a severním Německu, který byl zakořeněn v otázce Šlesvicko-Holštýnska a která zpochybňovala otázku, kdo by měl ovládat vévodství Schleswig a Holstein. Válka, která trvala od roku 1848 do roku 1851, zahrnovala také vojska z Pruska a Švédska. Válka nakonec vyústila v dánské vítězství. Druhý konflikt, druhá válka ve Šlesvicku, vypukl v roce 1864.
- 5. června 1849 – Dánsko se stává konstituční monarchií.

#### Irsko
Velký hladomor ve 40. letech 19. století způsobil smrt jednoho milionu Irů a více než milion dalších emigrovalo, aby mu uniklo. Někdy se o něm říká, většinou mimo Irsko, jako o „irském bramborovém hladomoru“, protože třetina populace byla poté z mnoha historických důvodů odkázána pouze na tuto levnou úrodu. Bezprostřední příčinou hladomoru byla nemoc brambor běžně známá jako plíseň bramborová. Sčítání lidu provedené v roce 1841 odhalilo populaci něco málo přes 8 milionů. Sčítání lidu bezprostředně po hladomoru v roce 1851 činilo 6 552 385, což je pokles o téměř 1,5 milionu za 10 let. Období plíseň bramborové v Irsku od roku 1845 do roku 1851 bylo plné politické konfrontace. Radikálnější skupina Young Ireland vystoupila z hnutí Repeal a pokusila se o ozbrojenou vzpouru v povstání Young Irelander z roku 1848, které bylo neúspěšné.

### západní Evropa

#### Německo
- 18. května 1848 – Ve německém Frankfurtu se otevírá první německé národní shromáždění (Nationalversammlung).
- Březen – Frankfurtský parlament dokončil přípravu liberální ústavy a zvolil císaře Fredericka Williama IV. Nového německého národního státu.
- 2. dubna 1849 – Revoluce roku 1848 v německých státech končí neúspěchem.
- 3. května 1849 – začíná květnové povstání v Drážďanech, poslední z revolucí roku 1848 v německých státech.

#### Švýcarsko
- 3. – 29. listopadu 1847 – Sonderbundská válka, občanská válka ve Švýcarsku, v níž federální armáda generála Guillaume-Henriho Dufoura porazí Sonderbund (aliance sedmi katolických kantonů) s celkovým počtem 86 úmrtí.
- 12. září 1848 – Jedním z úspěchů revolucí v roce 1848 vstoupila v platnost švýcarská federální ústava, vycházející z americké ústavy, která vytvořila federální republiku a jeden z prvních moderních demokratických států v Evropě.

#### Nizozemí
- 7. října 1840 – Willem II se stává nizozemským králem.
- 3. listopadu 1848 – Je vyhlášena výrazně přepracovaná nizozemská ústava.

#### Francie
- 1. března 1840 – Adolphe Thiers se stává francouzským předsedou vlády.
- 30. září 1840 – fregata Belle-Poule dorazila do Cherbourgu a přivezla ostatky Napoleona ze Svaté Heleny do Francie. Je pohřben v Invalidovně. Fregata Belle-Poule vrací pozůstatky Napoleona do Francie.
- 15. prosince 1840 – Napoleonova mrtvola je umístěna v pařížském hotelu des Invalides.
- 23. února 1848 – François Guizot, předseda vlády Francie, rezignuje. Vojáci hlídající veřejné budovy zabili 52 lidí z pařížského davu.
- 24. února 1848 – francouzský král Louis Philippe se vzdal ve prospěch svého vnuka Philippe, hraběte z Paříže, a po dnech revoluce v Paříži uprchl do Anglie. Francouzskou druhou republiku později vyhlásil Alphonse de Lamartine jménem prozatímní vlády zvolené Komorou pod tlakem davu.
- 15. května 1848 – radikálové napadli francouzskou sněmovnu.
- 22. června 1848 – Francouzská vláda zrušila národní dílny v Paříži a dala dělníkům na výběr, zda se připojí k armádě, nebo půjdou na dílny v provinciích.
- 28. srpna 1848 – Mathieu Luis se stal prvním černošským členem, který se připojil k francouzskému parlamentu jako zástupce Guadeloupe.
- 4. listopadu 1848 – Francie ratifikovala novou ústavu. Je zřízena druhá francouzská republika, která ukončuje stav dočasné vlády trvající od revoluce v roce 1848.
- 10. prosince 1848 – Prince Louis-Napoleon Bonaparte je zvolen prvním prezidentem druhé francouzské republiky.
- 20. prosince 1848 – prezident Bonaparte složil svou přísahu před francouzským národním shromážděním.
- 1. ledna 1849 – Francie vydává Ceres, první poštovní známku v zemi.

### Jižní Evropa

#### Řecko
3. září 1843 – Populární povstání v Aténách v Řecku, včetně občanů a vojenských kapitánů, vyžadovalo od krále Oty vydání liberální ústavy pro stát, která se od získání nezávislosti (1830) řídí různými domácími i zahraničními obchodními zájmy.

#### Italský poloostrov
- 12. ledna 1848 – na Sicílii propuklo povstání Palerma proti království Bourbonů na Sicílii.
- 22. března 1848 – v Benátkách vznikla Republika San Marco.
- 21. ledna 1849 – V papežských státech se konají všeobecné volby.
- 8. února 1849 – je vyhlášena nová římská republika.
- 27. dubna 1849 – Giuseppe Garibaldi vstupuje do Říma, aby jej bránil před francouzskými jednotkami generála Oudinota.
- 15. května 1849 – Vojáci Obojí Sicílie dobyli Palermo a rozdrtili republikánskou vládu na Sicílii.
- 3. července 1849 – francouzská vojska obsadí Řím; Římská republika se vzdává.

#### Španělsko
V tomto období skončila první válka Carlistů v roce 1840, občanská válka ve Španělsku o následnictví trůnu a povaha španělské monarchie. Jednalo se o první celé desetiletí panování Španělky Isabelly II. Vzhledem k tomu, že jí bylo v roce 1840 pouhých 10 let, začala její skutečná vláda v roce 1843, přičemž první část byla označována jako Década moderada. Aféra španělských manželství (1846) byla série intrik mezi Francií, Španělskem a Spojeným královstvím, které se týkaly manželství Isabelly II., Po které krátce následovala druhá carlistská válka (1847–1849).

#### Portugalsko
- 16. května 1846 – revoluční povstání v Portugalsku (rozdrceno monarchistickými jednotkami 22. února 1847)

### Afrika
- 7. prosince 1840 – David Livingstone opouští Británii do Afriky.

- 10. srpna 1845 – Francouzský konzul v Zanzibaru (M. Broquant) obdrží poslední dopis zaslaný Eugènem Maizanem během jeho expedice do tropické Afriky.

- 20. prosince 1848 – na ostrově Réunion je zrušeno otroctví.

#### Alžírsko
- 21. prosince 1847 – Abd al-Kader se vzdává a je uvězněn Francouzi.

#### Etiopie
- 7. února 1842 – Bitva o Debre Tábor: Ras Ali Alula, vladař etiopského císaře, porazí válečníka Wube Haile Maryam ze Semien.

#### Jižní Afrika
- 4. června 1842 – V Jižní Africe lovec Dick King jede na britskou vojenskou základnu v Grahamstownu, aby varoval, že Boersové obklíčili Durban (odešel před 11 dny). Britská armáda vysílá pomocné síly.
- 13. prosince 1843 – Basutoland se stává britským protektorátem.

#### Maroko
- 14. srpna 1844 – Abdelkader El Djezairi je poražen na Isly v Maroku; marocký sultán brzy svého spojence zavrhne.

#### Libérie
- 26. července 1847 – Libérie získává nezávislost.
- 3. ledna 1848 – Joseph Jenkins Roberts složil přísahu jako první prezident nezávislé Africké republiky Libérie.

### Amerika

#### Spojené státy
- 18. ledna 1840 – Elektromagnetický a mechanický zpravodaj byl prvním americkým deníkem, který tiskl elektřinu pro tisk.
- 18. února 1841 – začíná první pokračující pirát v Senátu Spojených států, který trvá do 11. března.
- 16. srpna 1841 – americký prezident John Tyler vetuje návrh zákona, který požadoval obnovení druhé banky Spojených států. Členové rozzuřené Whigovy strany se vzbouřili před Bílým domem při nejnásilnější demonstraci na půdě Bílého domu v historii USA.
- Březen – Commonwealth v.Hunt: Massachusettský nejvyšší soud činí stávky a odbory legální ve Spojených státech.
- 19. května 1842 – Dorr Rebellion: Milicionáři podporující Thomase Wilsona Dorra útočí na arzenál v Providence na Rhode Islandu, ale jsou odraženi.
- 23. ledna 1845 – Kongres Spojených států stanoví jednotné datum pro federální volby, které se od nynějška budou konat první úterý po prvním listopadovém pondělí.
- 4. března 1845 – Kongres Spojených států poprvé přijal právní předpisy převažující prezidentské veto.
- 26. února 1846 – Zvon svobody je rozbitý, když je vyzváněn k narozeninám George Washingtona.
- 1. března 1847 – Stát Michigan formálně zrušil trest smrti.
- 4. března 1847 – 30. kongres Spojených států složil přísahu do úřadu.
- 31. ledna 1848 – Ve Washingtonu, D.C. začíná stavba Washingtonského památníku
- 3. března 1849 – Kongres Spojených států přijal zákon o zlatých mincích umožňující ražbu zlatých mincí.

#### Otroctví
- 9. března 1841 – Amistad: Nejvyšší soud Spojených států rozhodl v případě, že Afričané, kteří převzali kontrolu nad lodí, byli nelegálně vzati do otroctví.
- 11. srpna (středa) vystoupil Frederick Douglass před Konferencí o boji proti otroctví v Nantucketu v Massachusetts.
- Květen – Příběh Fredericka Douglassa o životě Fredericka Douglasse, amerického otroka, který napsal sám, vydává Bostonská společnost proti otroctví.

#### Prezidenti
- Spojené státy měly během desetiletí pět různých prezidentů. Pouze v 80. letech 19. století by jich bylo tolik. Martin Van Buren byl prezidentem, když začalo desetiletí, ale byl poražen Williamem Henry Harrisonem v amerických prezidentských volbách v roce 1840. Harrisonova služba byla nejkratší v historii, počínaje jeho inaugurací 4. března 1841 a konče, když zemřel v dubnu 4, 1841.
- Harrisonův viceprezident John Tyler ho nahradil prezidentem (první prezidentská posloupnost v historii USA) a zbytek funkčního období si odseděl. Tyler strávil většinu svého funkčního období v rozporu s whigovou stranou. Ukončil své funkční období, když uzavřel spojenectví s demokraty, podpořil Jamese K. Polka a podepsal rezoluci o anexi Texasu do Spojených států.
- V prezidentských volbách v roce 1844 James K. Polk porazil Henryho Claye. Během svého prezidentství Polk dohlížel na vítězství USA ve válce mezi Mexikem a Amerikou a následnou anexi současných jihozápadních Spojených států. Vyjednával také rozdělení Oregonského území s Velkou Británií.
- 7. listopadu: V prvních prezidentských volbách v USA, které se konají v každém státě ve stejný den, porazil Whig Zachary Taylor z Virginie demokrata Michala Lewise Cassa.
- V amerických prezidentských volbách v roce 1848 porazil Whig Zachary Taylor z Louisiany demokrata Michala Cassa. Taylorovo funkční období bylo zkráteno jeho smrtí v roce 1850.

### Karibik a jižní Amerika

#### Barbados
- 6. června 1843 – Na Barbadosu je Samuel Jackman Prescod první nebělou osobou zvolenou do sněmovny.

#### Dominikánská republika
- 27. února 1844 – Dominikánská republika získala nezávislost na Haiti.
- 6. listopadu 1844 – Dominikánská republika vypracuje první ústavu.
- Haiti
- 1. března 1847 – Faustin Soulouque se prohlašuje za císaře Haiti.
- Trinidad
- 30. května 1845 – Fatel Razack (Fath Al Razack, „Vítězství Alláha poskytovatele“, arabsky قتح الرزاق) je první loď, která přivedla indenturované dělníky z Indie do Trinidadu a přistála v Parijském zálivu s 227 přistěhovalci.

#### Brazílie
- 23. července 1840 – Pedro II je předčasně prohlášen za „dospělého“ a začíná znovu prosazovat centrální kontrolu v Brazílii.
- 18. července 1841 – ceremonie korunovace brazilského císaře Pedra II v Rio de Janeiru.
- 20. ledna 1843 – Honório Hermeto Carneiro Leão, markýz Paraná, se stal de facto prvním předsedou vlády brazilského impéria.
- 4. září 1843 – Císař Dom Pedro II z Brazílie se ve státním ceremoniálu v katedrále v Riu de Janeiro oženil s Donou Teresou Cristinou z Obě Sicílie.

#### Uruguay
- 3. února 1843 – Argentina podporuje Rosase z Uruguaye a zahájí obléhání Montevidea.

#### Paraguay
- 1844 – Carlos Antonio López se stal diktátorem Paraguaye.

#### Argentina
- 18. září 1845 – formálně prohlášena anglo-francouzská blokáda Río de la Plata.
- 20. listopadu 1845 – Anglo-francouzská blokáda Río de la Plata: Bitva o Vuelta de Obligado: Argentinská konfederace je těsně poražena anglo-francouzskou flotilou na vodách řeky Paraná, ale Argentina přitahuje politickou podporu v Jižní Americe.

#### Venezuela
- 1843 – Němci z oblasti Černého lesa v jižním Badenu migrují do Venezuely.

#### Peru
- 20. dubna 1845 – Ramón Castilla se stává prezidentem Peru.

#### Chile
- 23. května 1843 – Chile se zmocňuje Magellanova průlivu.